# Officine Grandi Riparazioni di Foligno
Le Officine Manutenzione Ciclica di Foligno, nota anche con il vecchio nome di Officine Grandi Riparazioni, è una delle più grandi strutture industriali ferroviarie italiane equipaggiate per la riparazione, il revamping e la costruzione di locomotive, carrozze ed elettrotreni. Sono di proprietà di Trenitalia e fanno capo alla direzione tecnica di tale azienda.

## Storia
Nel 1911 fu avviata la costruzione del nucleo originale dell’impianto delle Officine Grandi Riparazioni di Foligno, che si sviluppava su un’area di 110mila metri quadrati. La grande guerra rallentò il completamento della struttura e l’avvio della produzione, ma già nel 1919 usciva la prima locomotiva riparata.
Da lì, tutti i grandi interventi sulle più prestigiose locomotive italiane del gruppo 746 e sulle grandi Pacific del gruppo 691, per arrivare alle nuove locomotive elettriche del gruppo E 626, attività che divenne prima prevalente e poi, dal 1945, esclusiva.
Nel secondo dopoguerra l'impianto di Foligno potenziò ed estese i reparti di lavorazione su un’area di 142mila metri quadrati – 80 mila dei quali coperti – (le sue dimensioni attuali) e si adeguò brillantemente, grazie alla grande esperienza maturata dalle sue maestranze, alle nuove tecnologie elettroniche, affrontando la riparazione di locomotive delle ultime generazioni, attività proseguita fino ad oggi, dove lavorano circa 400  dipendenti.
Il picco massimo dell’occupazione è stato toccato all'inizio degli anni '80 quando vi lavoravano circa 1.400 persone.
Nel 2016 inizia l'operazione di trasformazione delle E.402A a E.401, con CAF che supervisiona il rinnovamento dell'elettronica e degli apparati elettrici e con le OMC di Foligno che supervisionano la parte meccanica.
Le officine oltretutto si occupano di manutenzione di rotabili storici commissionate da Fondazione FS.

## Rotabili dove sono intervenute le OMC di Foligno
- E.464
- E.633 ed E.632
- E.626
- E.656
- E.402B
- E.402A
- e.402.001-005
- E.401
- E.414
- ETR.500
- E.444
- E.652
- Carrozze MDVC
- Carrozze Eurofima